# Rivalidad Celtics-Lakers
La rivalidad Celtics-Lakers (o indistintamente rivalidad Lakers-Celtics) es una rivalidad deportiva que enfrenta a los Boston Celtics y a Los Angeles Lakers de la National Basketball Association (NBA). Está considerada como la rivalidad más grande de la NBA, así como una de las más importantes del deporte en general.
Los Celtics y los Lakers son los equipos más laureados de la NBA. Entre ambos han ganado 35 títulos, lo que supone un 45% sobre el total de temporadas de la NBA, y se han enfrentado doce veces en Finales, siendo el duelo más repetido en la serie final de la liga.
Aunque entre finales de los años 50 y la década de 1960 Lakers y Celtics se vieron las caras siete veces en Finales de NBA -todas ellas ganadas por el equipo bostoniano-, la rivalidad alcanzó su cénit en la década de 1980 gracias a las figuras de Magic Johnson y Larry Bird. Las tres Finales disputadas entre ambas franquicias en 1984, 1985 y 1987, personificadas en la rivalidad de sus jugadores estrella (Johnson en los Lakers y Bird en los Celtics), están ampliamente reconocidas como las responsables de que la NBA goce del tirón económico, mediático y popular que tiene en la actualidad.
Desde principios de la década de 1990 la rivalidad fue perdiendo intensidad, pero tuvo un repunte a finales de los años 2000, cuando ambos equipos volvieron a enfrentarse en las Finales de 2008 y 2010.

## Historia

### 1946-1958: Origen de ambos equipos
Los Boston Celtics fueron fundados por Walter Brown en junio de 1946 como equipo original de la Basketball Association of America (BAA), mientras que los Lakers nacieron en 1947 en Mineápolis, Minnesota con el nombre de Minneapolis Lakers en la National Basketball League (NBL), liga rival de la BAA.
En 1948 los Lakers ganaron el título de la NBL y ese mismo año se unieron a la BAA. Bajo el liderazgo de George Mikan, los Lakers establecieron la primera gran dinastía de la competición ganando cinco campeonatos en sus seis primeras temporadas en la liga, que en 1949 pasó a llamarse National Basketball Association (NBA) tras absorber a la NBL.
Los Celtics por su parte tuvieron problemas en sus primeros cuatro años de vida, en los que solo alcanzaron la postemporada una vez. Todo cambió en 1950, cuando Brown contrató a Red Auerbach como entrenador jefe del equipo. Auerbach fue el encargado de reclutar a jugadores como Bob Cousy, Bill Sharman o Bill Russell. En la temporada 1956-57 los Celtics alcanzaron las Finales de la NBA por primera vez, y derrotaron a los St. Louis Hawks en siete partidos.
En 1956 George Mikan se retiró definitivamente de la práctica del baloncesto y la asistencia a los partidos de los Lakers en casa descendió. En 1957 el equipo fue vendido al empresario local Bob Short. Los problemas económicos continuaron y en 1960 Short trasladó la franquicia a Los Ángeles.

### 1959-1969: Primeros duelos en Finales

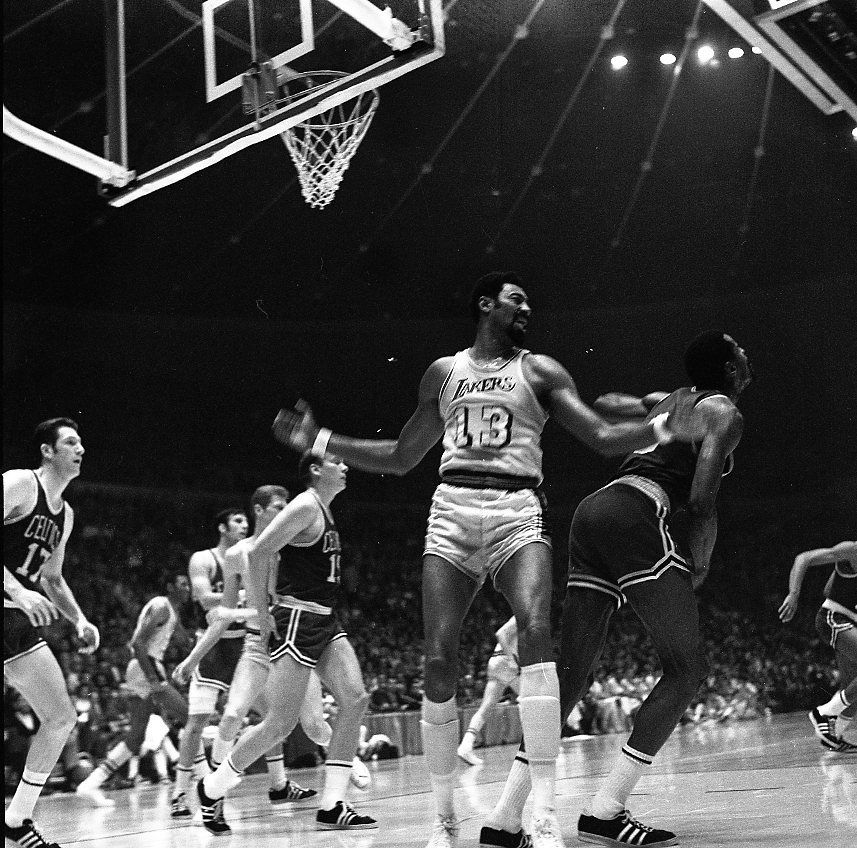
Lakers y Celtics se enfrentaron en siete Finales entre 1959 y 1969.

Un año antes de la llegada de los Lakers a Los Ángeles, el equipo llegó a las Finales de la NBA. En ellas se enfrentaron a los Boston Celtics. Fue la primera que ambos equipos se enfrentaron en una ronda final. La franquicia de Massachusetts barrió (4-0) a la de Minnesota y ganó su segundo anillo en tres años. 
Tres años después, los Lakers se clasificaron por primera vez para unas Finales como equipo de Los Ángeles. Su rivales fueron los Celtics, que jugaban sus sextas Finales seguidas. En el quinto partido de la eliminatoria, Elgin Baylor, alero de los Lakers, anotó 61 puntos y estableció el récord de más puntos anotados en un partido de unas Finales. Los Celtics se impusieron por 4-3 en el global de la serie. El séptimo partido se decidió en la prórroga y Bill Russell igualó el récord logrado por él mismo en 1960 de más rebotes capturados en un partido de Finales (40). En 1963 Boston y Los Angeles repitieron enfrentamiento y de nuevo los Celtics se llevaron el campeonato, esta vez por 4-2. 
Los Lakers no lograron clasificarse para las Finales de 1964, que fueron ganadas por los Celtics ante los San Francisco Warriors, pero regresaron a la ronda final en 1965. Nuevamente sus rivales fueron los Celtics y los bostonianos ganaron el anillo otra vez. Al año siguiente ambas franquicias se vieron las caras por quinta vez, convirtiéndose en el duelo más repetido de la historia de las Finales de la NBA. Y por quinta vez, los Boston Celtics se coronaron campeones ante los Lakers. Fue el último anillo ganado por Red Auerbach como entrenador jefe, ya que se retiró de los banquillos tras la conclusión de esa temporada. Auerbach nombró a Bill Russell como su sucesor tras perder el primer partido de las Finales de 1966. Russell se convirtió en el primer entrenador jefe negro de la historia de las cuatro grandes ligas de Estados Unidos. En el primer año bajo la dirección de Russell, que ejerció como entrenador-jugador, los Celtics no se clasificaron para las Finales, algo que no sucedía desde 1956. En 1968 volvieron a la final, que volvió a enfrentar a los Celtics con los Lakers. De nuevo, Boston fue el equipo vencedor. 
Para la temporada 1968-69, los Lakers adquirieron al pívot Wilt Chamberlain, que estaba considerado el mejor jugador de la época, así como la némesis de Bill Russell durante los años de Chamberlain en Warriors y 76ers. En 1969 los Lakers fueron el mejor equipo del Oeste, mientras que los Celtics no pasaron del cuarto puesto del Este. A pesar de ello, los Celtics lograron clasificarse para las Finales, donde se midieron a los Lakers por séptima vez en once temporadas. Los californianos partían como favoritos y ganaron los dos primeros partidos, que se jugaron en Los Ángeles, pero los Celtics lograron vencer en los dos duelos siguientes. La eliminatoria llegó hasta el séptimo partido, que se iba a celebrar en el Forum de Inglewood. En previsión de una victoria, Jack Kent Cooke, propietario de los Lakers, ordenó colocar globos en lo alto del pabellón. El partido llegó igualado a los instantes finales y a falta de menos de seis minutos para la conclusión del choque, Wilt Chamberlain sintió molestias en una rodilla y pidió el cambio. Chamberlain pidió regresar a la cancha, pero el entrenador Butch van Breda Kolff, molesto con el pívot, se negó a darle entrada. Los Celtics ganaron el partido 106-108 y lograron su undécimo título en trece años. Fue el último partido de Bill Russell como jugador. 

### 1979-1987: Magic Johnson, Larry Bird y el pico de la rivalidad
En el Draft de 1978 los Celtics seleccionaron en la sexta posición a Larry Bird, alero de Indiana State. Sin embargo, Bird permaneció en la universidad un año más y lideró a los Sycamores a la final de la NCAA. En ella se enfrentaron a Michigan State, cuya estrella era Earvin "Magic" Johnson. Los Spartans vencieron 75-64 y Johnson fue nombrado Mejor Jugador del Torneo. Dos meses después Magic Johnson fue escogido en el Draft por los Lakers como primera elección global.
La rivalidad universitaria de Johnson y Bird se trasladó al nivel profesional. Ambos se vieron las caras en la NBA por primera vez el 28 de diciembre de 1979. Los Lakers ganaron 123-105. Magic Johnson hizo 23 puntos, 8 rebotes y 6 asistencias, mientras que Larry Bird se quedó en 16 puntos, 4 rebotes y 3 asistencias. Los fueron incluidos en el Mejor Quinteto de Novatos al término de la temporada y el premio al Rookie del Año fue para Bird. Los Lakers alcanzaron las Finales, pero los Celtics fueron eliminados por los Philadelphia 76ers en la Final de Conferencia. El equipo angelino se impuso a los Sixers en las Finales por 4-2 y Magic Johnson fue nombrado MVP de la serie gracias a su actuación en el sexto partido, en el que firmó 42 puntos y 15 rebotes jugando como pívot en sustitución del lesionado Kareem Abdul-Jabbar.
En la temporada 1980-81 Boston logró clasificarse para las Finales de la NBA, pero los Lakers cayeron eliminados en la primera ronda. Los Celtics se proclamaron campeones tras derrotar a los Houston Rockets, el equipo que había eliminado previamente a los Lakers.
En 1982 los Lakers se metieron en las Finales y los Celtics no pudieron revalidar su título al caer eliminados contra los 76ers en las Finales del Este. En el último cuarto el séptimo partido, con el partido ya decantado a favor de los Sixers, el público del Boston Garden comenzó a cantar «Beat L.A.!» (en español, «¡Derrotad a Los Ángeles!»), que desde entonces es uno de los cánticos más populares del deporte estadounidense. Por segunda vez en tres años, los Lakers se impusieron al equipo de Pensilvania. Al año siguiente, Lakers y Sixers volvieron a disputar las Finales, y esta vez los 76ers lograron barrer a los angelinos.
Finalmente, en 1984 Celtics y Lakers se volvieron a enfrentar en unas Finales. Los Lakers ganaron el primer partido de la serie, disputado en Boston. En el segundo, los californianos ganaban 111-113 a falta de dieciocho segundo para el final, pero Gerald Henderson robó un pase de James Worthy y empató el partido. El partido se fue a la prórroga después de que Magic Johnson agotase el tiempo restante sin lanzar a canasta. Los Celtics acabaron ganando 124-121.
En el tercer partido, en Los Ángeles, los Lakers se impusieron con contundencia (137-104). Después del encuentro, Larry Bird declaró que su equipo había jugado “como nenazas”. En el cuarto juego los Celtics aumentaron su intensidad y protagonizaron acciones polémicas como una dura falta de Kevin McHale colgándose del cuello de Kurt Rambis cuando este iba a culminar un contrataque. También fueron especialmente célebres la trifulca entre Abdul-Jabbar y Bird y el gesto de Cedric Maxwell llevándose las manos al cuello después de que Worthy fallase un tiro libre decisivo.
Los Celtics se pusieron por delante en la eliminatoria por primera vez al ganar el quinto encuentro, que fue bautizado como el Heat Game (Partido del calor) por las condiciones climáticas en las que se disputó. La temperatura del Boston Garden alcanzó los 36 grados centígrados y los jugadores de los Lakers acusaron a Red Auerbach, mánager general de los Celtics, de encender la calefacción del pabellón. Sin embargo, la realidad era que el Garden no contaba con ningún tipo de sistema de climatización. Kareem Abdul-Jabbar tuvo que recibir oxígeno durante el partido y uno de los árbitros, Hugh Evans, sufrió deshidratación y tuvo que ser reemplazado por otro colegiado.
Los Lakers empataron la serie en el sexto partido, por lo que por cuarta vez unas Finales entre Celtics y Lakers tuvo que resolverse en siete encuentros. Boston venció 111-102 y logró su decimoquinto campeonato. Larry Bird, que había sido MVP de la fase regular, fue nombrado también MVP de las Finales.
Ambos equipos volvieron a verse las caras en las Finales de 1985. El primer partido, disputado el Día de los Caídos, fue ganado por los Celtics por 148-114. Los Lakers ganaron los dos partidos siguientes y los Celtics se llevaron el cuarto gracias a una canasta sobre la bocina de Dennis Johnson. El equipo angelino venció tanto en el quinto como en el sexto duelo, derrotando a los Boston Celtics en unas Finales por primera vez en su historia después de caer en las ocho anteriores ocasiones. Tras la consecución del título, Jerry Buss declaró: «Esto elimina la frase más odiosa del idioma inglés. Nunca más se podrá volver a decir que “Los Lakers nunca han derrotado a los Celtics”». Kareem Abdul-Jabbar, cuya actuación en la serie del año anterior había sido muy criticada, ganó el premio al MVP de las Finales por segunda vez en su carrera.
En 1986 los Boston Celtics llegaron a las Finales por tercera vez seguida, algo que no hacían desde la década de los sesenta. Sin embargo, como en 1981, los Lakers fueron eliminados en Playoffs por los Houston Rockets. Los Celtics vencieron al equipo texano en seis encuentros.
En 1987 Celtics y Lakers repitieron duelo en las Finales por tercera vez en cuatro años. El cuarto partido llegó igualado a los segundos finales. A falta de doce segundos, Larry Bird encestó un triple desde la esquina que puso a su equipo por delante 106-104. En la siguiente jugada Kareem Abdul-Jabbar recibió falta. Anotó el primer tiro libre, pero falló el segundo. En la lucha por ese rebote el balón salió por la línea de fondo y los árbitros indicaron que el último en tocarlo fue Kevin McHale. La jugada posterior fue culminada con una canasta de Magic Johnson lanzando un gancho que fue bautizado como Junior Sky Hook. Bird pudo darle la victoria a los Celtics en la acción siguiente, pero esta vez no encestó. Aunque los Celtics evitaron el alirón de los Lakers en el quinto partido, en el sexto los californianos se llevaron el título gracias a un parcial de 30-12 en el tercer cuarto.

### 1987-2007: Declive
Tras las Finales de 1987, los Lakers disputaron las Finales de 1988 y 1989 frente a los Detroit Pistons de la era de los Bad Boys. Los angelinos ganaron la serie de 1988 en siete partidos y perdieron la de 1989 en cuatro. Todas las Finales de la década de 1980 las jugaron o los Lakers o los Celtics. Los Lakers regresaron a la ronda final en 1991, pero cayeron por 4-1 ante los Chicago Bulls de Michael Jordan. Por el contrario, los Celtics no pudieron replicar el éxito de los años anteriores y su mejor actuación en Playoffs fue alcanzar las Finales de Conferencia en 1988.
El 7 de noviembre de 1991, poco antes del inicio de la temporada 1991-92, Magic Johnson anunció que tenía que retirarse del baloncesto al haber dado positivo por VIH. Al término de esa campaña, Larry Bird también se retiró. A pesar de sus respectivos problemas de salud, tanto Johnson como Bird fueron convocados por la selección de Estados Unidos para disputar los Juegos Olímpicos de Barcelona 1992.
La década de 1990 fue complicada para los Celtics. El 27 de julio de 1993, la nueva estrella del equipo, Reggie Lewis, falleció a los 27 años de edad por una miocardiopatía hipertrófica. Tras meses antes había sufrido un desvanecimiento en un partido de Playoffs ante los Charlotte Hornets. La muerte de Lewis recordó a lo sucedido con Len Bias, que falleció el 19 de junio de 1986 debido a una arritmia cardiaca causada por una sobredosis de cocaína tan solo dos días después de ser elegido por los Celtics en el Draft de ese año. Los bostonianos terminaron 32-50 la temporada y se quedaron fuera de Playoffs por primera vez desde 1979. Regresaron a postemporada en 1995, la última temporada del equipo en el Boston Garden, pero posteriormente encadenaron seis campañas seguidas sin Playoffs, la mayor sequía de la historia de la franquicia. Recondujeron el rumbo a principios del nuevo milenio, pero entre 2002 y 2005 nunca avanzaron más allá de las semifinales del Este y en 2006 y 2007 no se metieron en Playoffs.
Los Lakers siguieron siendo un equipo competitivo tras la era del Showtime. En el verano de 1996 adquirieron los derechos de Kobe Bryant y firmaron a Shaquille O’Neal como agente libre. En 1999 ficharon a Phil Jackson como entrenador y se mudaron al nuevo Staples Center, en el centro de la ciudad de Los Ángeles. Ganaron el campeonato de la NBA en 2000 y repitieron en 2001 y 2002. Después de perder las Finales de 2004, O'Neal fue traspasado a los Miami Heat y Jackson dejó el banquillo angelino. El equipo entró en un ligero declive que causó que se quedaran fuera de Playoffs en 2005 y eliminados en primera ronda en 2006 y 2007.

### 2008-2010: Breve repunte
En el verano de 2007 los Celtics se convirtieron en uno de los candidatos al anillo gracias a las adquisiciones de Kevin Garnett y Ray Allen. En mitad de la temporada, los Lakers ficharon a Pau Gasol. El fichaje del ala-pívot español mejoró la dinámica del equipo angelino y acabó el curso como el mejor equipo del Oeste, mientras que los Celtics fueron el mejor equipo de toda la NBA. Kobe Bryant fue nombrado MVP de la Temporada. Tanto Celtics como Lakers avanzaron hasta las Finales, repitiendo duelo por el título veintiún años después. Los Celtics ganaron los dos primeros choques y se pusieron 3-1 tras el cuarto partido. Los Lakers forzaron el sexto encuentro, en el que cayeron por 39 puntos de diferencia, la mayor en un partido definitorio de un título.

## Filmografía
- Documental ESPN, «Celtics/Lakers: Best of Enemies» (2017)

- Serie: HBO, «Winning Time: The Rise of the Lakers Dynasty (titulada Lakers: Tiempo de ganar en Latinoamérica y Tiempo de victoria: La dinastía de Los Lakers en España) » (2022)

- Datos: Q2342499
- Multimedia: Celtics–Lakers rivalry / Q2342499